# Zigor Aranalde Sarasola
Zigor Aranalde (Ibarra, Guipúscoa, 28 de febrer de 1973) és un exfutbolista professional basc, que jugava com a defensa.

## Trajectòria
Aranalde va començar a destacar en equips del País Basc, com l'Hernani. En 1992 debuta a la Segona Divisió amb la SD Eibar. Després de passar pel Marbella, la temporada 96/97 fa la seua aparició a la màxima categoria del futbol espanyol amb el Sevilla FC. Juga 22 partits i el seu club baixa a Segona Divisió.
Aranalde continua a la categoria d'argent amb l'Albacete i el Logronyés. L'any 2000 marxa al futbol anglès, a la Second Division dins les files del Walsall FC. Assoliria l'ascens a la Division One el 2001 i jugaria prop de 200 partits abans de deixar el club el 2005. Recalaria, després d'un breu pas pel Sheffield Wednesday, al Carlisle United. Amb aquest darrer equip tornaria a pujar de la League Two a la League One, tot disputant un centenar de partits en tres anys.
El 2008 deixaria les Illes Britàniques i retornaria al futbol espanyol, a les files de la UD Almansa, de divisions inferiors.

## Selecció
Aranalde ha estat internacional amb la selecció de futbol del País Basc.

## Anecdotari
L'1 d'octubre de 2005, Aranalde va aconseguir, amb un gol en pròpia meta, la diana número 5.000 de la història del Bristol Rovers.